# Csepeli György
Csepeli György (Budapest, 1946. február 14. –) Erdei Ferenc-díjas magyar szociálpszichológus, szociológus, a Magyar Tudományos Akadémia doktora, az Eötvös Loránd Tudományegyetem (ELTE) Társadalomtudományi Kar professor emeritusa, a Szociológia Doktori Iskola, Interdiszciplináris Társadalmi Kutatások Doktori Programjának alapítója, programvezetője, egyetemi tanár.

## Életpályája
1946-ban született, középiskolai tanulmányait a budapesti József Attila Gimnáziumban, egyetemi tanulmányait az Eötvös Loránd Tudományegyetem (ELTE) orosz–pszichológia szakán végezte. Szakdolgozatát Dosztojevszkij műveinek pszichológiai rétegeiről írta. 1971–1972 között a Magyar Televízióban dolgozott. 1972-ben részt vett az Európai Kísérleti Szociálpszichológiai Társaság Nyári Egyetemén, ahol Henri Tajfel és Willem Doise irányításával meghatározó jelentőségű kísérletet végzett társaival együtt a csoportközi viszonyok szociálpszichológiai következményeiről a “minimális csoport” feltételei között.
Még ebben az évben bekerült az ELTE Szociológiai Tanszékére, melyből utóbb az Intézet, majd a jelenlegi Társadalomtudomány Kar lett. Kezdettől fogva szociálpszichológiai tárgyakat tanított, eleinte az ELTE-n, majd 1990 óta a Miskolci Egyetemen. Vezette előbb a Kar Szociálpszichológiai Tanszékét, majd 2002 után a Kulturális Antropológiai Tanszéket, és 2010-2011-ben a Szociológiai Tanszéket. 2010 óta vezeti a Szociológiai Doktori Iskola általa alapított Interdiszciplináris Társadalomkutatások Programját. Örkény Antallal koordinálja a SESS európai doktori képzési hálózatot, melyben 6 európai egyetem szociológiai doktori iskolája vesz részt. Az Eötvös Loránd Tudományegyetemen 1972–2016 között, a Miskolci Egyetemen 1990–2016 között dolgozott.
1975-ben IREX ösztöndíjjal az USA-ban folytatott tanulmányokat Morton Deutsch mellett a Columbia Egyetem Teacher’s College Szociálpszichológia Tanszékén. 1989-1990-ben Fulbright ösztöndíjjal visszatérhetett az USA-ba, ahol Szelényi Iván mellett kutatott és tanított a UCLA Szociológiai Tanszékén. Ezt követően több alkalommal tanított vendégprofesszorként különböző amerikai és európai egyetemeken (Oregon State, Michigan State, New School for Social Research, Yale, Montclair State, Gorizia-Trieste).
Megalapozta a szociálpszichológia hazai főiskolai és egyetemi szintű oktatását, több kiadásban megjelent, egyre bővülő  tankönyveiből nemzedékek tanultak és tanulnak.
Számos hazai és európai kutatási pályázat nyertese és résztvevője (OTKA, LightOnFP7, EUinDepthFP7, Moszkvai Állami Pedagógiai Egyetem Jean Monnet projektjei).
Több alkalommal volt elnöke a Magyar Szociológiai Társaságnak (legutóbb 2010-2015 között)
A Medgyessy-kormányban és az első Gyurcsány-kormányban az Informatikai és Hírközlési Minisztérium (IHM) politikai államtitkára volt 2002–2006 között. 
A második Gyurcsány-kormány és a Bajnai-kormány alatt 2006 és 2008 között közpolitikai igazgató volt Kóka János, majd Kákosy Csaba minisztersége alatt a Gazdasági és Közlekedési Minisztériumban, 2008–2010 között pedig a Miniszterelnöki Hivatalban. 2006-ban az SZDSZ országgyűlési képviselőjelöltje volt. Kóka János a Magyar Posta Zrt igazgatósági tagjává nevezte ki. A Magyar polip című tanulmánykötet egyik szerzője, amely tanulmánya eredetileg a Mozgó Világban jelent meg.
Az ELTE és a Miskolci Egyetem professor emeritusa, a Kőszegen működő Felsőbbfokú Tanulmányok Intézete (iASK) senior kutatója volt 2020-ig.
A World Complexity Science Academy (WCSA) alelnöke 2019-től, és a lapjának a szerkesztője 2020-tól.
A Nemzeti Kutatási és Technológiai Hivatal (NKTH) tanácsának a tagja volt 2003–2010 között.
A Magyar Posta Igazgatóságának a tagja volt.
A Matáv Business Intelligence Unit létrehozója és működtetője 1999 és 2002 között.
2020-tól a Milton Friedman Egyetem Szabad Piac című folyóiratának főszerkesztője.

## Tudományos munkásság
A csoportközi viszonyok kutatása az első általa végzett kísérlettől fogva munkásságának középpontjában állt. Hazatérve a nemzeti kategória által képzett csoportokkal foglalkozott. Országos reprezentatív felnőtt és ifjúsági mintákon valamint kísérleti csoportokban kutatta a magyar nemzeti identitás szociológiai és szociálpszichológiai struktúráit. Kutatásai eredményeként készített kandidátusi disszertációját 1981-ben védte meg. Az időközben szabadabbá vált légkörben Kolosi Tamás segítségével a nemzeti identitás összehasonlító nemzetközi kutatás-sorozatába is bekapcsolódott. Az eredmények alapján írt műve alapján 1992-ben megkapta az MTA tudományok doktora címet.
A nemzeti identitástól elválaszthatatlan csoportközi jelenségek, a más nemzeti csoportokkal, kisebbségi csoportokkal kapcsolatos sztereotípiák, előítéletek kutatásában is jelentős eredményeket ért el. Fordításában jelent meg 1977-ben Allport “Az előítélet “ c. műve.
Nemzetközileg is számottevő eredménye a nemzeti identitás szemantikai szempontú leírásának tudásszociológiai modellje, mely az érzelmi alapoktól a kognitív-ideológiai összetevőkig szűkülve piramis alakzatot követ.
A magyar nemzeti emlékezet tartalmainak kutatása során alkotta meg a 2010-es években a kettős trauma modellt, melyben a Trianon-trauma és a Holokauszt trauma együtt, egymást fogva akadályozza meg a múlttal való kiegyensúlyozott szembenézést.
Az elsők között foglalkozott az önsegítő csoportokkal, melyekről a 80-as években Buda Bélával és Baráth Árpáddal közös kurzusokat tartott a Dubrovniki Nyári Egyetemen.
Az utóbbi évtizedben munkássága az információs társadalom kibontakozásának kutatására is kiterjedt, különös tekintettel a nagy adatbázisok adta szociológiai elemzési lehetőségekre és a mesterséges intelligencia fejlesztések antropológiai implikációira, a mesterséges intelligencia alkalmazások gazdasági és társadalmi hatásaira.
„Nemzeti identitás-kutatási, szervezetszociológiai, szociálpszichológiai, valamint a digitális átalakulás gazdasági-társadalmi következményeit feltáró, hazai és nemzetközi szinten is figyelemre méltó tudományos eredményeiért, valamint több évtizedes kiváló egyetemi oktató- és közösségszervező munkájának elismeréseként” 2020-ban a Magyar Tudomány Ünnepén az MTA által alapított Rézler Gyula-díjat kapta meg.
2023 novemberében a Magyar Tudományos Akadémia Eötvös József-koszorú kitüntetésben részesítette a hazai szociálpszichológiai tudomány terén végzett nemzetközileg ismert és elismert munkásságáért, a csoportközi viszonyok, a nemzeti érzés- és tudatvilág, az antiszemitizmus, a cigányellenesség, a xenofóbia területén végzett úttörő jelentőségű kutatásaiért, a mesterséges intelligencia az emberi életet minden területen radikálisan megváltoztató gazdasági-társadalmi hatásainak vizsgálatáért, valamint az Értékek ébresztése című legújabb munkájáért, amelyben a magyar értékkutatást magas szinten művelő Hankiss Elemér, Varga Károly és Váriné Szilágyi Ibolya munkásságát folytatja.

## Médiamegjelenés és filmművészet
Fiatal korában három filmben szerepelt: a Kardos Ferenc által 1967-ben készített Ünnepnapokban, valamint a Kovács András rendezte és 1969-ben bemutatott Extázis 7-től 10-ig című dokumentumfilmben, végül Kovács András 1971-es játékfilmjében, a Stafétában.
Jelentős ismeretterjesztő tevékenységet folytatott. 1971 és 1980 között a Magyar Televízió Közművelődési Szerkesztőségében dolgozott másodállásban, 1973-ban a Jeles András által rendezett Életünk az időben című kétrészes sorozat szerkesztője volt. Papp Zsolt után a később megszüntetett Tudósklub utolsó műsorvezetője volt. A Mindennapok Szociálpszichológiája című televíziós sorozatért Nívódíjat kapott. A Magyar Rádió Kossuth adóján az 1980-as években a Gartner Éva által szerkesztett Helyettem írták című éjjeli élő műsorban Tausz Katalinnal és Goldschmidt Dénessel pszichológiai témákat vitattak meg.

## Családja
Volt felesége Törköly Anna vágó. Lánya Csepeli Eszter operatőr; két unokája van.

## Díjai, kitüntetései
- 1980: Erdei Ferenc-díj[17]
- 1986: Kiváló Munkáért[18]
- 1996: Kisebbségekért kitüntetés (kisebbségszociológiai munkásságáért)[19]
- 2020: A Magyar Tudományos Akadémia Rézler Gyula-díja[13]
- 2023: Eötvös József-koszorú a Magyar Tudományos Akadémia díja kiemelkedő tudományos életmű elismeréséért[20][14]
- 2024: Hazám-díj[21]
- 2024: Pro Ingenio Nívódíj – Az ELTE által 2015-ben alapított díj a tehetséggondozás területén végzett különösen kiemelkedő munkáért.[22]

## Válogatott magyar nyelvű bibliográfia
- A szociálpszichológia vázlata (1979)
- Nemzeti tudat- és érzésvilág Magyarországon (1985)
- Bevezetés a szociálpszichológiába (1986)
- A hétköznapi élet anatómiája (1986)
- Csoporttudat. Esszék és tanulmányok (1987)
- „…és nem is kell hozzá zsidó”.  Az antiszemitizmus társadalomlélektana (1989)
- Nemzet által homályosan (1992)
- Előítélet és antiszemitizmus (1998)
- Vonzalmak és kapcsolatok (1999)
- A szervezkedő ember: a szervezeti élet szociálpszichológiája (2001)
- “A nagyvilágon e kívül…” Nemzeti tudat-és érzésvilág Magyarországon 1970-2002 (2002)
- Nemzetek egymás tükrében. Interetnikus viszonyok a Kárpát Medencében (2002, társszerző)
- Emberek vetése: a XXI. sz. szociálpszichológiai kihívásai (2003)
- A meghatározatlan állat: szociálpszichológia kezdőknek és haladóknak (2005)
- Szociálpszichológia (2006)
- Nemzeti érzés és európai identitás (társszerző) 2007
- Örök visszatérés? Társadalom az információs korban (2010, társszerző)
- Kis emberhatározó (társszerző) (2010)
- A hatalom anatómiája (2013)
- Szociálpszichológia mindenkiben (2014)
- A szervezkedő ember (2016, második, bővített kiadás)
- A meg nem gondolt gondolat. A zsidóellenességtől a népirtásig. (2016)
- Nemzet és migráció (társszerző) (2017)
- Nation and Migration, CEU Press, (2020, Örkény Antallal)
- Ember 2.0. A mesterséges intelligencia gazdasági-társadalmi hatásai, Budapest, Kossuth (2020)
- Értékek ébresztése, Kocsis Kiadó (2023)

## Főbb publikációi[23]

### Legfrissebbek

#### 2023
- Csepeli György: Értékek ébresztése, Budapest, Kocsis Kiadó (2023), 232 p. ISBN 9786156372451

#### 2020
- Csepeli Gy. Természetes és mesterséges intelligencia. Szellem és Tudomány. 11: 60-64
- Csepeli Gy. A közelség leküzdhetetlen távolsága. Mozgó Világ. 46: 2.104-106.
- Csepeli Gy.–Örkény Antal: Nation and Migration, CEU Press

#### 2019
- György Csepeli:  Reconsidering the "Jewish Question". A Review Essay In Bíró, A–M.. 2019. (Ed.) Populism, Memory and Minority Rights. Leiden, Boston: Brill I. Nij-hoff. 137–142.
- Csepeli, György, 2019 Az európai identitás kiépítése. The Making of the European Identity. In Ujváry, Edit (szerk.). Európai, nemzeti, lokális kulturális örökség és identitás. European, national, local cultural heritage. Szeged: Szegedi Egyetemi Kiadó. 9-28,
- Csepeli Gy. 2019. Belzebubbal a Sátán ellen. Mozgó világ. 45. 7–8. 227–229.
- Csepeli Gy. 2019. Az írás a falon. Mozgó Világ. 45. 9. 114–116.
- Csepeli Gy. 2019. Elfeledett hősök árnyai. Mozgó Világ. 45. 10. 120–122
- Csepeli Gy. 2019. Mindenki szem a láncban. Mozgó Világ, 45. 11. 104–106.
- Csepeli Gy. 2019. Lelakatolt lelkek. Mozgó Világ,  45. 21. 105–107.
- Csepeli Gy. 2019. Tudnak-e a gépek szeretni? Mindennapi pszichológia, XI. 6. 11–13.

#### 2018
- György, Csepeli. 2018. „A jelen történésze: Hunyady György: Jelentörténeti szociálpszichológia.” Magyar Pszichológiai Szemle, vol. 73, no. 2, 2018, p. 345+. Gale Academic Onefile, Accessed 1 Dec. 2019. Gale Document Number: GALE|A551963753

#### 2017
- Szegregáció oldatokban és társadalmakban (Segregation in solutions and societies) co-authored with Gy. Kaptay. Magyar Tudonmány, 178. 8. 1132-1143.
- Unfinished Evolution. In Petroccia, S. (ed.) Between global and local. Citizenship and Social Change.. Societa Editrice Escalopio. 5-17
- Coronation in Na’Coxypan. In Gasparini, A. (ed) The First World War. People and Nations. I.U.E.S. Journal. Anno 4. Numero 1. March. 73-84
- A városi levegő kreativvá tesz. Magyar Tudomány 3. 381-382.
- The Making of a Minority: Competing Claims of definitions of being Roma in contemporary Hungarian society. Central European Political Science Review vol. 17. No.65. Fall 2016. 150-179. (co-authored with Antal Örkény)
- Egymásra ítélve. In Bodolay László (szerk.) 2017. Kultúra, migráció, kommunikáció. Budapest: Saldo. 7-14

#### 2015
- ЧЕПЕЛИ Д., ПРАЖАК Г. ПРОЦЕСС И КОНФЛИКТЫ: СЛУЧАЙ ВЕНГРИИ
- ЧЕЛОВЕК. СООБЩЕСТВО. УПРАВЛЕНИЕ. Том: 16 Номер: 4 Год: 2016 Страницы: 77-101:  Кубанский государственный университет (Краснодар)
- Old and new authoritarianism. in Murányi I (ed.) Eternal return? The Specter of Radicalism among Young People in Europe and Hungary.  Budapest, L’Harmattan. 39-78. (co-authored with G.Prazsák)
- National Remembrance, National Oblivion In Kuligowsky, W., R. Papp. Sterile and Isolated. An Anthropology today in Hungary and Poland. Poznan-Wielichowo: Instityt Etnologii o Antropologii Kulturowej Uniwersytetu ím Adama Mickiwewicza Wydanwnictwp TIPi  101-110.
- Paths to Fatelessness In Holocaust Studii sy Cercetari Vol. VII.Nr.1. (8) 81-96 (co-authored with Gergő Prazsak)
- Big Data: A technological change that will fulfils sociology. Review of Sociology of the Hungarian Sociological Association. 2015: p. n.a. (2015) (co-authored with Tibor Dessewffy)

#### 2014
- An Experimental Investigation Into the Nature of External “Roma” Categorization in Hungary (coauthored with I. Murányi, B.Janky) Journal of Social Research & Policy, Volume: 5, Issue: 2, pp. 39–43 ISSN 2067-2640 (print), ISSN 2068-9861 (electronic)
- Facebook Diagnostics: Detection of Mental Health Problems Based on Onbline Traces. European Journal of Mental Health. Individual, Family, Communisty and Society. Vol. 9. No. 2. 220-232. (Co-authored with Richard Nagyfi)
- The Rise of the Mafia State.
- Global Dialogue 4.1 (March 2014). http://isa-global-dialogue.net/volume-4-issue-1/